# Battles of Napoleon
Battles of Napoleon, sottitolato A Construction Set in copertina, è un videogioco strategico a turni sulle Guerre napoleoniche pubblicato nel 1988-1989 per Apple II, Commodore 64 e MS-DOS dalla Strategic Simulations. È un wargame in scala tattica e permette di affrontare quattro battaglie storiche specifiche, o di personalizzarle.
Si rivolge a un pubblico di esperti del genere.
Era notevole per la complessità di simulazione e profondità di gioco; è corredato da due dettagliati manuali, per il gioco e per l'editor di livelli.

## Modalità di gioco
Battles of Napoleon permette di giocare simulazioni delle battaglie di Borodino, Auerstädt, Quatre-Bras e Waterloo, che videro l'Impero Francese fronteggiare diversi stati avversari. Si può anche far generare una situazione iniziale casuale, o creare uno scenario completamente personalizzato.
Si può scegliere di controllare l'uno o l'altro schieramento. È possibile giocare contro il computer o tra due giocatori umani. 
Si possono impostare diversi parametri generali di vantaggio e svantaggio, tra cui il livello di difficoltà del computer, ma anche alcune direttive generali del suo comportamento in certe aree strategiche.
La mappa è suddivisa in caselle quadrate corrispondenti a 100x100 iarde e le unità controllate corrispondono generalmente, come dimensioni, a brigate o reggimenti. La mappa in gioco viene mostrata una parte alla volta e non sono disponibili, neanche nel materiale cartaceo originale, mappe degli scenari interi.
Le caselle possono rappresentare radure, città, boschi, fiumi, strade, colline, montagne, e per tutte possono esserci cinque diverse elevazioni del terreno.
Il controllo avviene da tastiera e le selezioni sulla mappa si effettuano tramite cursore, controllato con i tasti numerici; non è supportato il joystick (nella versione MS-DOS è supportato il mouse). Il metodo è poco pratico sui sistemi Apple II e C64, normalmente non provvisti di tastierino numerico, dovendo usare i tasti numerici messi in fila.
I turni di gioco corrispondono a mezz'ora di tempo simulato ed è presente il ciclo giorno-notte. Ogni turno è costituito da ben 25 fasi, ma contando le mosse di entrambi i giocatori, anche ripetute più volte. Le fasi principali sono quattro:
- obiettivi: si assegnano i vari comandanti alle diverse unità e si danno ordini generali. I comandanti giocano un ruolo importante nell'efficienza delle unità[1].
- operazioni: si assegnano alle unità movimenti, direzioni di orientamento, e bersagli. Si possono scegliere come bersagli anche caselle che non contengono attualmente un'unità nemica, ma si suppone che qualche unità apparirà lì poi con gli spostamenti[1]. Questa fase è il cuore del programma e richiede di tener conto di numerosi parametri[6].
- combattimento: il computer calcola i risultati dei combattinenti.
- recupero: le unità si riprendono e si gestiscono rifornimenti di munizioni e altro[6].

Schermate con rapporti di testo informano su come sta andando la battaglia.
Molti sono i dettagli che aggiungono realismo alla simulazione. Ad esempio le unità di fanteria possono assumere quattro formazioni (linea, colonna, aperta, quadrata) con significativi effetti sulle prestazioni. La cavalleria ha un'opzione particolarmente realistica per la carica: si assegna una casella come obiettivo e se il morale lo consente verrà avviata l'azione, durante la quale la cavalleria può essere intercettata da unità nemiche; se su piomba sulla fanteria nemica prima che questa riesca a formare un quadrato gli effetti sono devastanti. Ci sono parametri per morale, efficienza, affaticamento e disordine, con effetti collegati tra loro. Ad esempio le unità in rotta possono causare disordine anche nelle unità alleate vicine.
Ogni scenario dura un numero predefinito di turni. Entrambe le fazioni accumulano punti, finalizzati alla vittoria, in base agli obiettivi raggiunti e mantenuti e alle unità avversarie eliminate. Si stima che una partita può durare dalle 2 alle 20 ore.
Un editor di scenari permette di creare nuove battaglie o modificare quelle predefinite. Si può impostare tutto della mappa e degli eserciti, incluse le regole di risoluzione dei combattimenti, ad esempio l'effetto del terreno sulle armi. Di base sono disponibili 262 tipi di unità di 19 diverse nazionalità.
Il gioco uscì solo in inglese, compresa la complessa manualistica.

## Sviluppo
Battles of Napoleon fu progettato da David Landrey e Chuck Kroegel e sviluppato originariamente per Apple II. Il sistema di gioco è basato su quello di una precedente serie di quattro wargame di successo realizzati dagli stessi due autori per la Strategic Simulations, dedicati alla Guerra civile americana, a partire da Battle of Antietam. Tuttavia sono molte le modifiche e le aggiunte fatte in Battles of Napoleon.
Almeno nella conversione per Commodore 64, il programma è scritto in linguaggio BASIC, e ciò causa evidenti limiti sulla velocità di esecuzione.

## Accoglienza
Battles of Napoleon vendette meno di 10 000 copie, secondo l'editore.
Tuttavia di solito fu un successo di critica negli USA e in Europa. Ricevette molti apprezzamenti sulla complessità, sul realismo e sulle possibilità dell'editor.
La rivista K diede alla versione Commodore 64 un voto complessivo di 923/1000, ritenendolo un po' lento, ma di facile comprensione, e rigiocabile per mesi.
Videogame & Computer World lo ritenne ben fatto e dalla giocabilità elevata anche se molto complesso. Affermò che era al vertice della produzione della Strategic Simulations e diede un voto complessivo di 8,2/10 alla versione C64.
Computer Gaming World fu estremamente entusiasta di Battles of Napoleon (versione Apple II) e lo ritenne la più realistica simulazione di combattimento a grande scala tattica nell'era napoleonica mai creata fino ad allora.
Secondo Compute! (versione Apple II) gli appassionati del genere ci avrebbero trovato molto intrattenimento e apprendimento, ma poteva essere troppo complicato per altri. L'editor era definito impressionante.
Tilt e la sua controparte italiana Guida Videogiochi lo descrissero molto realistico e interessante, ma un po' lento, in versione Apple II (interesse 16/20) e dotato di ricchezza incredibile e gran qualità, ma solo per gli strateghi più puri, in versione C64 (interesse 15/20).
Una voce molto fuori dal coro fu quella dell'italiana Zzap!, che in versione Commodore 64 lo votò complessivamente 27% e lo giudicò "cataclismico", uno spreco di idee interessanti e un esempio di pessima programmazione. Realizzato in BASIC, risultava estremamente lento nell'esecuzione; l'uso di tasti numerici disposti in modo illogico rendeva ridicolo il controllo del cursore; e anche il lato estetico di grafica e sonoro, sebbene non ci si aspettasse molto da un gioco di questo genere, è ridotto all'osso. Secondo la rivista i gravi difetti annullano i pregi dell'eccellente simulazione.
Computer Gaming World lo nominò "wargame dell'anno" per il 1989, nelle sue selezioni dei migliori giochi per computer sul mercato americano; secondo la rivista, nonostante derivasse molto da precedenti giochi della Strategic Simulations, la cura nella simulazione e l'editor lo facevano spiccare di suo.
A fine 1996 la stessa rivista lo metteva ancora al 91º posto nella classifica dei migliori giochi per computer di tutti i tempi, nonostante non fosse stato un successo commerciale.